# Devo
Devo — американський рок-гурт, утворений в Акроні, Огайо 1972 року, який завоював репутацію однієї з найвинахідливіших та новаторських в новій хвилі.
Використовуючи кічево-футуристичний імідж та відповідну тематику — пародії на науково-фантастичні сюжети, сатирико-сюрреалістичні замальовки, теорію дееволюції (звідси назва), Devo виконували атональни синті-поп, хоч і зараховувалися в різний час до панку, пост-панку та артпанку.
Devo відносять до числа піонерів відео-мистецтва, основи якого вони почали розробляти ще 1973 року. Найвищим досягненням гурту в Billboard Hot 100 залишається сингл «Whip It» (1980, #14), однак ступінь впливу їх на поп-експериментаторів свого та наступних поколінь набагато вище комерційних показників.

## Склад

### Поточний склад
- Джеральд Касейл — вокал, бас-гітара, бас-синтезатор  (1973—1991, 1996 — наші дні)
- Марк Мазерсбо — вокал, синтезатор, гітара  (1973—1991, 1996 — наші дні)
- Боб Мазерсбо — вокал, гітара  (1973—1991, 1996 — наші дні)
- Джош Фріз — ударні  (1996 — наші дні)

### Колишні учасники
- Боб Касейл — гітара, клавішні, бек-вокал  (1973—1974, 1976—1991, 1996—2014)  †
- Боб Льюїс — гітара  (1973—1974)
- Рід Рейсман — ударні  (1973)
- Фред Вебер — вокал  (1973)
- Джим Мазерсбо — електронна перкусія  (1973—1976)
- Алан Маєрс — ударні  (1976—1985)  †
- Девід Кендрік — ударні  (1985—1991, 2003)

## Дискографія

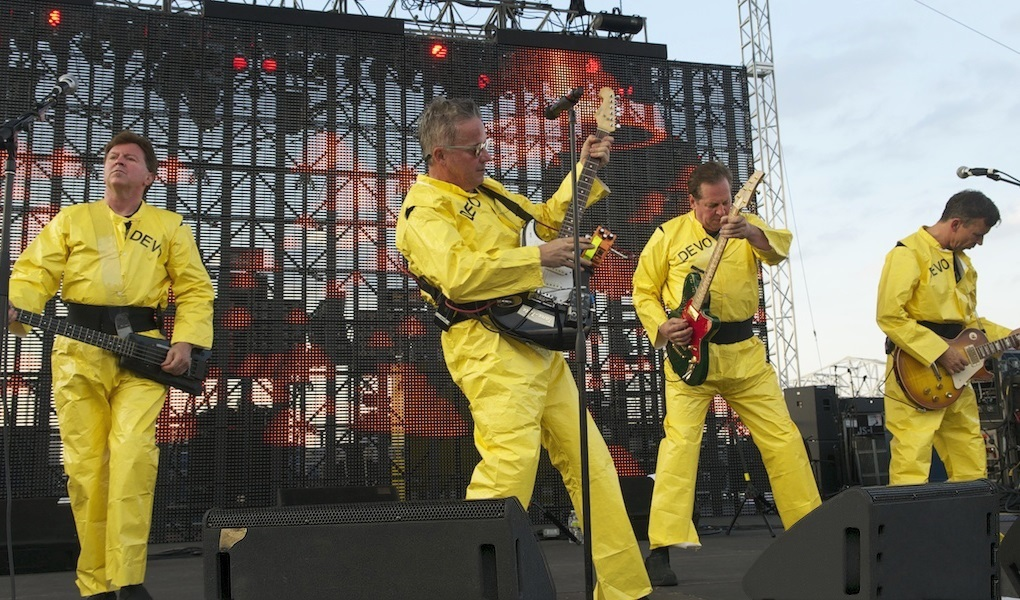
Devo, концерт на Forecastle Festival в Луїсвіллі, 2010 рік

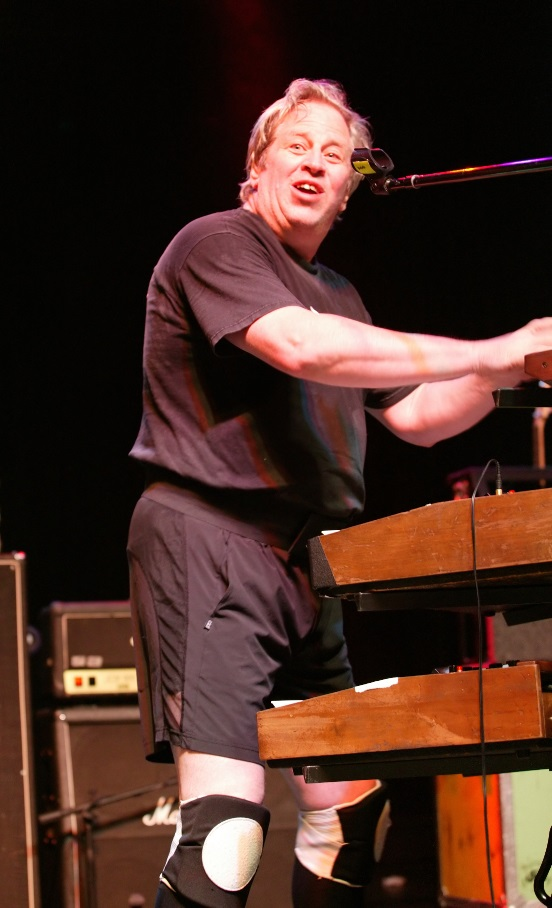
Боб Касейл

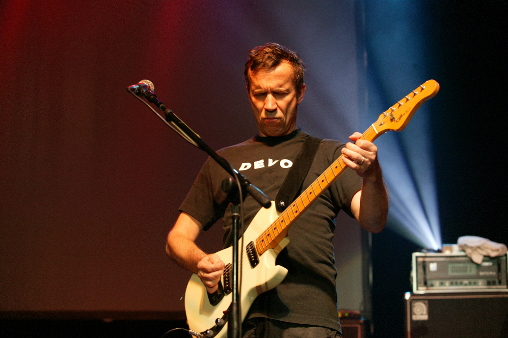
Боб Мазерсбо

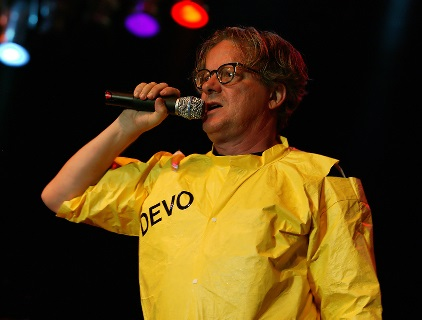
Марк Мазерсбо

### Студійні альбоми
| Рік  | Назва                                          | Billboard 200 | UK Albums Chart |
| ---- | ---------------------------------------------- | ------------- | --------------- |
| 1978 | Be Stiff EP                                    | -             | -               |
| 1978 | Question: Are We Not Men? Answer: We Are Devo! | 78            | 12              |
| 1979 | Duty Now for The Future                        | -             | -               |
| 1980 | Freedom of Choice                              | 22            | 47              |
| 1981 | New Traditionalists                            | 23            | 50              |
| 1982 | Oh, No! It's Devo                              | 47            | -               |
| 1984 | Shout                                          | 83            | -               |
| 1988 | Total Devo                                     | 189           | -               |
| 1990 | Smooth Noodle Maps                             | -             | -               |
| 2010 | Something for Everybody                        | -             | -               |

### Концертні альбоми
- DEV-O Live (1981)
- Now It Can Be Told: DEVO at the Palace (1989)
- DEVO Live: The Mongoloid Years (1993)
- Devo Live 1980 (2005)
- Live in Central Park (2005)

### Збірники
- E-Z Listening Disc (1987)
- Devo's Greatest Hits (1990)
- Devo's Greatest Misses (1990)
- Hardcore Devo: Volume One (1990)
- Hardcore Devo: Volume Two (1991)
- Hot Potatoes: The Best of Devo (1993)
- Adventures of the Smart Patrol (1996)
- Chef Aid: The South Park Album (1998)
- Pioneers Who Got Scalped (2000)
- Recombo DNA (2000)
- Whip It and Other Hits 2001
- The Essentials (2002)

### Сторонні проєкти
- P 'Twaaang!!! (The Wipeouters) (2001)
- Devo 2.0 (Devo 2.0) (2006)
- Army Girls Gone Wild (Jihad Jerry & the Evildoers) (2006)
- Mine is Not a Holy War (Jihad Jerry & the Evildoers) (2006)
- She is Just a Girl, Tankgirl Main Theme (1995)

## Кавер-версії
- Курт Кобейн називав Devo серед своїх улюблених виконавців. Його кавер-версія пісні Devo «Turnaround» була включена до альбому-компіляції Nirvana Incesticide (1992). Також існує кавер-версія відомого хіта Devo — «Whip It».
- На композицію «Mongoloid» кавер-версії, серед інших, зробили Sepultura та Demolition Hammer.
- Існує кавер-версія пісні «Whip It» від гурту Love and Death Браяна Велча, екс-гітариста Korn.
- Американський гурт A Perfect Circle записала кавер-версію на пісню «Freedom of Choice».

## Цікаві факти
На честь гурту названий персонаж Devo, який є другорядним антагоністом в манзі та аніме JoJo's Bizzare Adventure: Stardust Crusaders.